# クリープフィード研削
クリープフィード研削（クリープフィードけんさく、creep feed grinding）とは、研削加工の一種で、非常に遅い速度でテーブルを送る代わりに、通常研削の数十倍から数百倍の切り込み量を与えて、工作物を1パスで加工する研削方法である。
この方法は砥石の形崩れが少なく、研削能率を大きくとることが可能であり、それにより研削面に多少の形状誤差があってもその影響を受けることなく加工できる。
クリープフィード研削を可能とする研削盤には、高剛性筐体、高出力研削軸、高圧クーラント噴射技術が求められ、これによりミリ単位の切り込み量を1パスで研削が可能となる。
1970年にドイツのブローム (Blohm) 社により専用のクリープフィード研削盤が実用化された。

## 用途
クリープフィード研削を活用して、現在主にタービンブレードやラック・ネジ転造工具、油圧ポンプローターなどの難削材の精密成形研削における有効な加工方法として使用されてきた。
しかしながら、従来のレシプロ研削・エンドミルによる切削加工・ワイヤーカットや放電加工に比べ、飛躍的に加工速度が向上されると考えられている事から、近年ではファインブランキングパンチやリードフレーム抜きパンチおよびダイセットなど精密金型や、ジョーチャックやリニアガイドウェイなど機構部品の加工への応用が期待されている。

## 定義
JIS B 0106（工作機械 - 部品及び工作方法 - 用語）において、
「といしに所定の輪郭を形成しておき、低速で工作物を送って一度の切込みで仕上げ研削する作業。」
と定義される。